# Todo el amor (álbum de Myriam Hernández)
Todo el amor es el título del quinto álbum de estudio grabado por la cantautora chilena Myriam Hernández. Fue lanzado al mercado bajo el sello discográfico Sony Latin el 21 de abril de 1998. El álbum fue producido por Humberto Gatica, coproducido por la propia artista, Walter Afanasieff y Celso Valli, siendo el primer disco con la discográfica Sony tras haber anulado contrato con su antecesora Warner Music. Sería el primer disco de la cantautora con mayor tiempo de espera, ya que su último disco había sido lanzado a finales de 1994.
Allí se desprenden algunos éxitos que sonaron con fuerza en las emisoras de radio del mundo como Huele a peligro, que se convirtió en uno de los temas más icónicos de su carrera; La fuerza del amor, Deseo, Me vas a querer y No puedo olvidarte.

## Lista de canciones
| Todo el amor |                                  |                                                                                                 |               |          |  |
| N.º          | Título                           | Escritor(es)                                                                                    | Productor(es) | Duración |  |
| 1.           | «Huele a peligro»                | Armando Manzanero                                                                               |               | 4:57     |  |
| 2.           | «Me vas a querer»                | Juan Andrés Ossandon · Tatiana Bustos                                                           |               | 4:20     |  |
| 3.           | «Deseo»                          | Cristóbal Sánsano · Mónica Naranjo                                                              |               | 4:15     |  |
| 4.           | «La fuerza del amor»             | Estéfano                                                                                        |               | 4:58     |  |
| 5.           | «Amor secreto»                   | Kike Santander                                                                                  |               | 4:00     |  |
| 6.           | «No puedo olvidarte»             | Pablo Herrera                                                                                   |               | 4:39     |  |
| 7.           | «El hombre equivocado»           | Juan Andrés Ossandon · Tatiana Bustos                                                           |               | 4:02     |  |
| 8.           | «Ya no podrás»                   | Juan Andrés Ossandon · Tatiana Bustos                                                           |               | 4:32     |  |
| 9.           | «Me traicionas»                  | Juan Andrés Ossandon · Tatiana Bustos                                                           |               | 4:02     |  |
| 10.          | «De soledad»                     | Esteban Fuentes · Humberto Gatica                                                               |               | 4:20     |  |
| 11.          | «Quién va a saber» (Come Saprei) | Adelio Cogliati · Eros Ramazzotti · Giorgia Todrani · Vladi Tosetto Adapt: al español: Estéfano |               | 4:18     |  |